# 특수활동센터

특수활동센터(Special Activities Center, SAC)는 미국 CIA의 특수부대를 말한다. 크게 2개로 나뉘어 있다. SAD/SOG는 준군사작전, SAD/PAG는 비밀정치공작 임무를 수행한다.

## 역사
제2차 세계대전 당시, 미국 합참의장 소속으로 전략사무국(OSS)이란 비밀 특수부대가 있었다. 프랭클린 D. 루즈벨트 대통령은 OSS와 직접 보고받고, 지시하는 것을 좋아했다. OSS 사령관은 제1차 세계대전 당시 미군 최고 무공훈장인 명예 훈장을 받은, 육군 소장 윌리엄 J. 도노반이었다. 현재 CIA SAD는 OSS가 기원이다. OSS는 전체 CIA의 전신이라고도 한다.

## SAD/SOG
특수작전그룹(Special Operations Group, SOG)은 최정예 특수부대인 합동특전사 출신으로 구성된 준군사조직이다. 특수부대 군인인데, 민간인인 CIA 직원 신분이다.

## SAD/PAG
정치공작그룹(Political Action Group, PAG)은 정치적 영향, 심리전, 경제전쟁과 관련된 비밀공작을 한다. 기술의 급격한 발달로 인해, 최근 사이버전 임무가 추가되었다.
1964년 5월 3일 BBC 인터뷰에서, 앨런 덜레스 CIA 국장은 "재임 중 CIA의 해외 활동으로서 가장 성공을 거둔 것은 5·16 군사 정변이었다"고 말했다.
1991년 소련의 붕괴는 CIA 경제전쟁팀의 공작이 성공한 결과였다고 알려져 있다.

## 채용
준군사조직 SAD/SOG는 수백명으로 구성되어 있다. 대부분이 특수부대, 그 중에서도 절대다수가 합동특전사 출신이다. 미국은 티어1, 티어2, 티어3의 세가지 레벨의 특수부대가 있는데, 가장 엘리트인 티어1 특수부대가 합동특전사 소속이다. CIA 직원 중에서도 SAD/SOG 요원으로 채용된다.
SAD 요원들은 일반 CIA 직원과 마찬가지로 대학교 학사학위를 요구한다. 많은 SAD 요원들이 석사학위나 변호사 자격을 갖고 있다. 8개 명문사립대 아이비 리그 출신들이 많이 SAD에 지원한다. SAD 요원들은 버지니아주 캠프 피어리에서 훈련받는다.

## 실전사례
2011년 SAD/SOG는 미국 특전사 소속 데브그루와 함께 파키스탄에 비밀파병되어, 오사마 빈 라덴 사살 작전에 참여했다. 보통은 데브그루가 사살했다고 보도되었다. 버락 오바마 대통령은 백악관 지하실 NSC에서 위성 생중계로 동영상을 보며, 지시했다.

## 같이 보기
- 킬 리스트